# Vitexine
La vitexine est un composé chimique de la famille des flavones. C'est plus précisément un hétéroside, le 8-C-glucoside d'une flavone, l'apigénine que l'on trouve dans la passiflore, le Vitex agnus-castus (gattilier) et dans les feuilles du bambou Phyllostachys nigra. On la trouve aussi dans le millet perle (Pennisetum glaucum) la salicaire commune et le fruit du natsudaidai.

## Métabolisme
La  vitexine inhibe la thyroperoxydase et peut entraîner un goitre,.
La vitexine est métabolisée par :
- la vitexine bêta-glucosyltransférase
- la vitexine 2"-O-rhamnoside 7-O-méthyltransférase

## Isomère
La vitexine possède un isomère qui ne diffère que par la position du groupe glucide, l'isovitexine.